# 12-я флотилия кригсмарине
12-я флотилия подводных лодок кригсмарине — подразделение военно-морского флота нацистской Германии.

## История
Двенадцатая флотилия подводных лодок кригсмарине была сформирована в октябре 1942 года с базой в Бордо на оккупированной части Франции. Её бессменным командиром стал фрегаттен-капитан Клаус Шольц. Флотилия переняла от второй флотилии функции проведения дальних походов, к которым добавились функции обеспечения. В августе 1944 года большинство подлодок перебазировались во Фленсбург, а находящиеся в Индийском океане вошли в состав 33-й флотилии. Командир флотилии возглавил группу военнослужащих флотилии, которые не смогли эвакуироваться морем, и руководил прорывом в Германию. 11 сентября 1944 года эта группа попала в плен к американским войскам.

## Состав
В разные годы через 12-ю флотилию прошли 47 подводных лодок, в их числе были «Дойные коровы», переведённые из 10-й флотилии и несколько итальянских субмарин, находившихся в Бордо и реквизированных после выхода Италии из войны. Состав по типам был таков:
| Тип  | Количество |
| ---- | ---------- |
| VIIF | 3          |
| IXD  | 24         |
| XB   | 6          |
| XIV  | 9          |
| UIT  | 5          |